# Michael Gibson
Michael „Mike“ Gibson (* 26. Juni 1990) ist ein ehemaliger US-amerikanischer Biathlet.
Mike Gibson lebt in Burlington und startet für den Vermont Biathlon Club. Bei den Nordamerikanischen Meisterschaften im Sommerbiathlon 2009 in Jericho gewann er hinter David Grégoire im Sprint und hinter Vincent Blais im Verfolgungsrennen die Silbermedaillen in den Juniorenrennen. Bei den Nordamerikanischen Meisterschaften im Biathlon 2010 in Fort Kent wurde Gibson hinter Gregoire Vizemeister des Sprints und im Verfolgungsrennen hinter Blais und Gregoire Dritter der Junioren. Im Massenstartrennen nahm er bei den Männern teil und wurde Elfter. Es waren zugleich die US-Meisterschaften, bei denen Gibson die Titel in Sprint und Verfolgung der Junioren gewann. Ein Jahr später nahm er in Jericho an den Nordamerikanischen Meisterschaften im Sommerbiathlon 2011 teil und gewann hinter Douglas Hoover und Robert Killian im Sprint die Bronzemedaille, im Einzel wurde er Neunter.

## Belege
1. ↑  IRENE SHORTENS BIATHLON CHAMPIONSHIP

| Personendaten    | Personendaten              |
| ---------------- | -------------------------- |
| NAME             | Gibson, Michael            |
| ALTERNATIVNAMEN  | Gibson, Mike               |
| KURZBESCHREIBUNG | US-amerikanischer Biathlet |
| GEBURTSDATUM     | 26. Juni 1990              |